# 동천동 (용인시)
동천동(東川洞)은 경기도 용인시 수지구에 속하는 행정동으로 동막리(東幕里)와 원천리(遠川里)를 병합해 동막(東幕)에서의 '동'자와 원천(遠川)에서의 '천'자를 따서 이름이 되었다.
이곳은 본래 용인군 수진면(水眞面)에 속한 지역이다. 1914년 행정구역 통폐합 때 동막리와 원천동을 합쳐 동천리가 되었고 2001년 12월 24일, 수지읍이 수지출장소로 승격, 동천동이 분할되었고 2006년 9월 1일, 주민센터가 설치되어 현재는 법정동으로 동천동, 고기동을 관할하고 있다.

## 역사

### 지명 유래
본래 용인군 수진면(水眞面) 지역이다. 고려시대 용구현(龍駒縣) 수진면(水眞面), 조선시대 태종 13년 용인현(龍仁縣) 수진면(水眞面)이었고 수진면에 속한 행정구역은 성복동(星福洞), 죽전동(竹田洞), 서봉동(瑞峯洞), 신리(新里), 정평리(停坪里), 동막리(東幕里), 손기리(孫基里), 고분현(古分峴)이었다. 1914년 일제강점기 행정구역 통폐합 때 동막리(東幕里)와 원천동(遠川洞)을 합쳐 동막에서의 '동'자와 원천에서의 '천'자를 따서 동천리라 하였다. 동막은 광주군과 용인군의 경계가 되는 하천의 동쪽에 막을 지어 군 경계의 표시로 삼았다 해서 동막이라는 설이 있고, 병자호란 때 수많은 막사가 있었다 해서 그렇게 불렀다는 설이 있다. 구전에 의하면 이 마을은 용인군과 광주군의 경계인데 이곳에 지나는 손님을 대접하기 위해 주막이 있었고, 동쪽으로 가는 주막이 있던 동네라고 불리던 것이 동막이 됐다는 것이다. 인조실록(仁祖大王實錄)에서는 병자호란(丙子胡亂)때 일어난 수진면 머흐내(馬敵川) 고개, 험천(險川)으로 등장한다. 성남시 분당구 대장동에서 발원하여 낙생저수지, 분당구 금곡동 동막골과 머내를 지나 탄천으로 유입되는 험천(險川) 또는 머흐내(마희천), 동막천에는 1636년 12월 27일 인조 14년 충청도감사 정세규(鄭世規)가 병사를 거느리고 머흐내 고개 험천(險川)에 도착한 뒤 형세를 이용해서 진을 쳤다가 청나라 군대의 습격을 받아 전군이 패몰했는데, 이 험천 전투는 당시 좌영장 최진립(崔震立), 우영장 심일민(沈逸民), 별장 황박(黃珀), 중군 이건(李楗), 참모관 이경선(李慶善), 방량차사원 이상재(李尙載), 군기차사원 김홍익(金弘翼), 심약(審藥) 이시량(李時亮)을 대동했지만 개전 도중 우영장 심일민(沈逸民)은 화살에 맞았고, 심일민을 제외한 권임길(權臨吉), 공주 영장(營將) 최진립(崔震立), 참모관 이경선(李慶善), 의병장 이민진(李敏進) 등은 모두 전사하였으므로 '이들을 표창하고 우영장 심일민(沈逸民)은 관직을 상으로 주게 하소서.'라는 상소문이 올라와 상이 따랐다는 기록이 실록에 전해진다. 후일 1636년 인조 14년 조선 제4차 통신사행(通信使行) 부사(副使)로 참여했던 사간 김세렴(金世藏, 1593∼1646)의 해사록(海樣錄)에는 1637년 인조(仁祖) 15년 3월 8일 일기에서 ‘밝음. 새벽에 출발하였다. 용인에 닿으니 용인 현령 이명열(李命調)이 먼 마을로부터 보러 왔다. 용인 마희천(馬敵川=머흐내, 험천)에 이르니 시체가 쌓였고 피가 수십 리에 잇따라서, 말이 나아가지 못하였다. 충청도감사 정세규가 싸움에 진 곳인데 참 혹하고 슬픔을 말할 수 있겠는가! 신원에 이르니 인마가 나아갈 수 없고, 또 양재에 인가가 없다는 말을 듣고 마지못해 여기서 묵었다.'고 하였다. 1637년 인조 15년 4월 7일 예조(禮曹)의 청으로 험천의 시체를 수습하여 매장하고 충절과 넋을 위로하기 위해 제사를 지냈다. 이후 1656년 효종(孝宗) 7년 5월 24일 예조에서 마희천(麻戱川) 전쟁터로 제사를 지냈고, 1668년 현종(顯宗) 9년에도 마희천 제사 여제등록(厲祭謄錄) 기록이 남아있다. 원천동은 현재 탄천으로 불리는 물길이 '험하다'를 의미하는 험천(險川)과 '머흐다'의 머흔천으로 불렸고 먼천 · 머내 · 모내 등으로 변형되어 다시 한자로 의역화되어 원천(遠川)으로 표기하였다. 『1872년지방지도』에도 험천 · 험천점막 등의 명칭이 보인다. 고기리(古基里)도 1914년 수진면(水眞面) 손기리(孫基里)와 고분현(古分峴) 일부를 합쳐 고분현의 '고'자와 손기리의 '기'자를 따서 고기리(古基里)라 하였다. 고분현(古分峴)은 한글로 고불현, 고분치(古分峙) · 곡현(曲峴) 등으로도 불리는데 의왕시로 넘어가는 과거 고갯길의 모양이 구불구불한 데서 유래한 것이다.
- 동막곡은 예부터 광주군과 용인군의 경계가 동막천(東幕川)으로 이루어져 있는데 평지가 있는 하천 동쪽에 마을을 지어 표계(表界)를 삼아 동막이라 하였다는 속설도 있으며, 병자호란 당시 험천(險川)에서 청나라 군사와 큰 전투를 벌일 때 군대의 막사가 무수히 많아서 동막곡이라 하였다고 한다. 고기리 지역에는 마을 어귀에 막이 있어 불렀다는 동구막산(洞口幕山)이 있고 그곳에서 발원하는 동막천(東幕川)에는 손곡의 물도 흘러든다.

- 손곡은 손곡마을을 관통하는 손곡천이 흐른다. 하천(蛇行川)의 서쪽에는 광교산(582m) 등 높은 산이 있고, 남쪽에는 신봉(260m)이 있다. 손골에서 동류(東流)하는 손곡천 물은 성남시 분당구와 동(洞)의 경계를 이루는 동막천에도 흘러 용인시 수지구의 단국대학교 법화산에서 계류해 합수되는 성복천의 탄천 물줄기로 합류한다. 이 동막천의 지점을 ‘원우천(遠于川)’ 이라고 적어 놓고 머흐내, 마희천(麻戱川)으로 구전되고 있다.

- 상손곡은 손곡(마을), 손골이라고도 하는데 손(蓀)은 창포나 란과 같은 식물을 말하므로 손초(蓀草)가 자생한 골이라는 데서 연유된 지명인 것으로 추측된다. 아랫손골 위쪽에 마을이 이루어졌다하여 위손골, 상손골 등으로 불린다.

- 중손곡은 상손곡과 하손곡 중간에 마을이 형성되었으므로 중손골, 중손곡이라 칭하게 되었다.

- 하손곡은 손골, 마을이 위 아래에 형성되어 있어 윗마을을 상손곡이라 한 것에 따라 아랫마을을 하손곡이라 하였다.

- 머내는 영조(英祖)때 제작한 읍지, 기타 지리지 등을 보면 옛지명인 험천에 점(店)이 표기되어 '험천(險川)' 또는 '험천점'(險川店)으로 표기가 되어 있다. 고어(古語)에 '머흐다'라는 말이 있는데 '머흐다'는 험하다는 뜻이며 '내'는 천(川)을 뜻하므로 한자의 의역하면 '험천(險川)'이 된다. 따라서 험천의 한자표기 지명을 우리말로 쓸 때는 '머흔천'이 되고 이것이 속음 탈락되면서 '먼천' 또는 '머내', '모내'로 변형된 것인데, 다시 한자로 의역하여 '원천'(遠川)으로 표기하기도 하였다. 1861년 (철종(哲宗) 2년 김정호(金正浩)가 만든《대동여지도(大東輿地圖)》에서 하류를 ‘탄천’이라 하고, 상류부근의 발원지는 ‘장천(莊川)’ 혹은 ‘원우천(遠于川)’이라 기록했듯이 원천, 원우천(遠于川), 험천(險川), 머내, 마희천(麻戱川)으로 불려왔던 사실을 알 수 있다.

### 연혁
- 2001년 12월 24일 용인시의 행정 구역 개편
- 2005년 10월 31일 수지출장소가 수지구청으로 승격
- 2006년 9월 새 청사 건물로 이전
- 2007년 9월 1일 동천동주민센터로 변경

## 인구

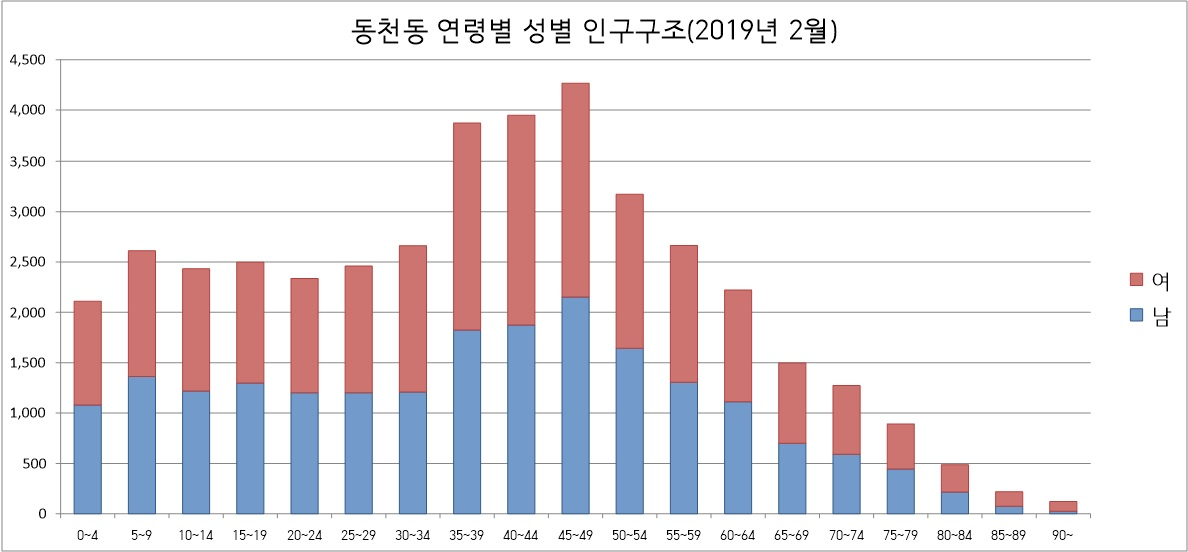
동천동 성별 연령별 인구 구조

동천동의 인구는 49,030명이고 용인시의 4.0%를 차지한다. 남자는 24,185명, 여자는 24,845명이다. 동천동의 인구 구조는 일반적인 도시의 특징이 나타나서 유소년 인구 비율은 17.1%로 용인시 전체(16.1%)보다 높고 노인 인구 비율은 10.8%로 용인시 전체(12.2%)보다 낮다.

## 전해오는 이야기
고기동 배나무골(이곡)은 순조(純祖) 31년(1831) 어모장군행오위도총부도사(禦侮將軍行五衛都摠府都事) 이진영(李鎭英)이 낙향하고 집에 들어가자 그해 집 뒷편에 죽어있던 배나무가 배꽃을 피워 그 배를 순조에게 올려서 배꽃이 핀 지역을 배나무골(이곡)로 부르게 되었다.
수지읍 동천리에 딸린 마을 중의 하나로 동천식물원 앞에서 동천로 135번길 사이로 음성나환자들이 자급자족하는 염광농원이 있었는데 자활촌의 하나로 나환자를 위한 병원이 필요하여 설립하게 되었다. 나중에 이 병원은 피부병 전문병원으로 전국에 이름이 날 정도로 유명하게 되었다. 현재는 병원은 없어지고 가내공업과 가구단지와 용인동천 지구단위계획구역(최연규 조합장)으로 변경되었다.

## 문화재 및 유적
- 용인 동천동 유물산포지(龍仁東川洞遺物散布地) 삼국시대~조선시대의 유물산포지로 총 세 곳에 분포하고 있는데 동천동(東川洞) 유물산포지 1~3으로 구분된다.
  - 유물산포지 1은 경기도 성남시 분당구에서 국지도 23호선을 따라 성남시와 용인시의 시계가 지나는 동원교를 건너 지방도 14호선으로 진입하여 1.5km 정도 가면 성모교육원이 위치한다. 동천동 유물산포지는 성모교육원 남동편에 자리한 동막마을과 서쪽의 산사면 말단부를 포함하는 지역이다. 동막마을 일대에(동천 94) 있으며 중점적으로 유물이 산포하고 있는 곳은 밭 경작지와 하우스 주변이다. 소량의 삼국시대 토기 조각과 고려시대 및 조선시대의 도기 조각, 자기 조각이 발견되었다.
  - 유물산포지 2는 동천교 인근 밭 일대(동천 58-1)에 있다. 고려시대 및 조선시대의 도기 조각과 자기 조각이 채집되었는데, 부분적으로 집중되는 곳이 있는 것으로 판단된다.
  - 유물산포지 3은 중손곡마을 일대(동천 548-7)에 있다. 주로 밭 경작지에서 유물이 발견되는데, 이는 대부분 고려시대의 도기 조각이다. 그 외에 소량의 조선시대의 도기 및 자기 조각도 확인되었다.
- 용인 고기동 유물산포지(龍仁古基洞遺物散布地)  고려시대~조선시대의 유물산포지로 총 세 곳에 분포하고 있는데 고기동(古基洞) 유물산포지 1~3으로 분류된다.
  - 유물산포지 1은 성남시와 용인시의 시계가 지나는 동원교를 건너 지방도 14호선으로 진입하여 낙생저수지 북쪽으로 창기교가 나온다. 창기교를 건너 손기마을을 관통하는 길을 따라 황림 묘까지의 고기동 71-1번지 일대는 고려, 조선시대 도기, 자기편들이 분포해 있다. 산포지의 집중도로 보아 이곳에 고려, 조선시대 생활유구가 있을 것으로 판단된다.
  - 유물산포지 2은 고기동 656-1번지 일대다. 채집되는 유물은 고려, 조선시대 도기, 자기편들이 나오고 분묘 유적들이 확인되었다.
  - 유물산포지 3은 고기동 650번지 일대로 이곳 구릉지 말단부 완경사에는 유물산포지 1과 2에 비해 삼국시대 토기편들이 집중적으로 확인되고 있다.
- 이종무 장군 묘역(경기도 기념물 제25호 李從茂將軍墓)
- 황림 묘역(향토유적 제40호 輸忠翼謨光國功臣 黃公之墓)
- 이완 묘 및 정려각(향토유적 제51호 李莞墓 및 旌閭閣)

그외 용인시 수지구 동천동 401-3번지에는 용인 보정동 고분군에 잔존한 고구려 석실분에 이어 약 10개의 연도를 갖춘 지상식 또는 반지하식 횡혈식 구조 고구려 석실분이 확인된다. 이들 무덤은 유실되거나 훼손되었지만 남아있는 형태에서 횡혈식 석실묘로 지상식과 반지하식으로 나뉘고, 모줄임식 천장구조와  벽체에 회칠흔 등 고구려 무덤의 전형적인 특징을 나타내고 있다. 횡혈식 석실묘는 한 개의 봉분에 2개의 석실을 마련한 쌍실묘 등이 확인되고 있으며 추가장을 염두에 두고 무덤을 축조한 것으로 보인다.

## 교통

### 도로
- 국도 제43호선

- 용인시 수지구 상현동 - 성복동 - 풍덕천동 - 죽전동

- 국가지원지방도 제23호선

- 국가지원지방도 제23호선 - 성남 - 경부고속도로 - 서울 - 부산

- 분당내곡도시고속화도로

- 분당내곡도시고속화도로 - 성남 - 서울

- 용인서울고속도로

- 용인서울고속도로 - 광교동 - 서울

### 광역 철도
- 신분당선 동천역
- 수인분당선 죽전역

## 같이 보기
- - 이완 묘 및 정려각(용인시 향토유적 제51호 剛愍公 李莞墓 및 旌閭閣)
  - 이종무 장군 묘(경기도 기념물 제25호 李從茂 將軍 墓)
  - 황림 묘(용인시 향토유적 제40호 輸忠翼謨 光國功臣 正憲大夫 吏曹判書 黃公之墓)

## 아파트
| 단지명                                            | 건설사              | 시행사                   | 주소                      | 입주        | 비고 |
| ------------------------------------------------- | ------------------- | ------------------------ | ------------------------- | ----------- | ---- |
| 더샵 동천 포레스트                                | 포스코이앤씨        | 일레븐건설㈜             | 수지구 동천로178번길 4    | 2018년 8월  |      |
| 더샵 동천 이스트포레                              | 포스코이앤씨        | 일레븐건설㈜             |                           | 2020년 3월  |      |
| 동천 파크자이                                     | 지에스건설㈜        | ㈜와이즈플래닝           |                           | 2019년 7월  |      |
| 동천 센트럴자이                                   | 지에스건설㈜        | ㈜디에스디삼호           | 수지구 고기로45번길 40-18 | 2019년 5월  |      |
| 동천자이                                          | 지에스건설㈜        | ㈜디에스디삼호           |                           | 2018년 8월  |      |
| 동천 디이스트 前 동천마을 5단지 동문굿모닝힐      | 동문건설㈜          | 동문건설㈜               | 수지구 동천로 64          | 2007년 10월 |      |
| 동천마을 6단지 동문굿모닝힐                       | 동문건설㈜          | 디엠씨건설㈜             | 수지구 동천로 53          | 2007년 10월 |      |
| 동천리 삼성쉐르빌                                 | 삼성중공업          | ㈜유영건설               |                           | 2000년 9월  |      |
| 보뜨랑마을 벽산블루밍                             | 벽산건설            | 벽산동천주택조합         | 수지구 신수로783번길 50   | 2004년 11월 |      |
| 동천마을 1단지 현대홈타운                         | 현대건설            | 수지동천현대연합주택조합 | 수지구 수지로 487         | 2002년 4월  |      |
| 동천마을 2단지 현대홈타운                         | 현대건설            | 서산주택                 | 수지구 동천로63번길 10    | 2002년 4월  |      |
| 수진마을 1단지 써니밸리                           | 이테크이앤씨㈜      | 한국토지신탁             |                           | 2004년 1월  |      |
| 수진마을 5단지 신명스카이뷰                       | 신명종합건설㈜      | 신명종합건설㈜           |                           | 2004년 1월  |      |
| 수진마을 3단지 우미이노스빌                       | ㈜우미토건          | ㈜우미종합건설           | 수지구 손곡로 67          | 2004년 1월  |      |
| 동천역 센트럴 아이파크 前 수진마을 1단지 효성현대 | ㈜효성 현대산업개발 | ㈜효성 현대산업개발      | 수지구 손곡로 54          | 2004년 1월  |      |